# 臺灣爺蟬
，舊名臺灣油蟬，为蟬科爺蟬屬下的一个种，大型蟬，公蟬體長約49（1.9英寸），母蟬體長約39（1.5英寸）。

## 分布
臺灣（低海拔山區，高大喬木，成蟲每年5－6月間出沒）、中國大陸、越南以及日本。